# Francis Raymond Fosberg
Francis Raymond "Ray" Fosberg (* 20. Mai 1908 in Spokane, Washington; † 25. September 1993 in Falls Church, Virginia) war ein US-amerikanischer Botaniker. Er war ein produktiver Sammler und veröffentlichte bedeutende Korallenriff- und Inselstudien. Sein offizielles botanisches Autorenkürzel lautet „Fosberg“.

## Leben
Fosberg wuchs in Turlock, Kalifornien auf. 1930 erlangte er den Bachelor of Arts in Botanik am Pomona College. Anschließend arbeitete er als Pflanzenforscher am Natural History Museum of Los Angeles County und spezialisierte sich auf die Vegetation der kalifornischen Kanalinseln und der Sonora-Wüste.
Er interessierte sich für Insel-Ökosysteme und zog 1932 nach Honolulu, um an der University of Hawaii als Assistent von Harold St. John zu arbeiten. 1934 war er Teilnehmer an der Mangarevan-Expedition unter der Leitung des Malakologen Charles Montague Cooke, Jr. Die Expedition besuchte 25 Inseln sowie 31 Koralleninseln und sammelte 15.000 Pflanzenexemplare.
Fosberg erhielt 1937 seinen Master of Science in Botanik an der University of Hawaii und 1939 seinen Ph.D. an der University of Pennsylvania. Danach arbeitete er am USDA und wurde im Rahmen einer Cinchona-Expedition nach Kolumbien geschickt, um natürliche Bestände von Chinin zu identifizieren. Im Jahr 1946 nahm er an einer Erhebung der wirtschaftlichen Ressourcen auf den Mikronesischen Inseln teil. Er kehrte in die Vereinigten Staaten zurück und begann mit seiner neuen Assistentin, Marie-Hélène Sachet, Vegetationsstudien für das Pacific Science Board unter der Leitung des National Research Council durchzuführen.
1951 begannen Fosberg und Sachet beim United States Geological Survey zu arbeiten, wo sie für die Kartierung der Militärgeologie von Inseln im Pazifik zuständig waren. 1966 wurde sie Mitarbeiter am National Museum of Natural History der Smithsonian Institution in die Abteilung für tropische Biologie des Ökologie-Programms. 1968 wechselte Fosberg in die Abteilung für Botanik, wo er Kurator wurde. 1976 wurde er leitender Botaniker und 1993 emeritiert.
Fosberg und sein Kollege José Cuatrecasas waren maßgeblich für die Gründung der gemeinnützigen Organization for Flora Neotropica verantwortlich, die in Zusammenarbeit mit dem Verlag New York Botanical Garden Press die monographischen Bände der Flora Neotropica herausgibt.
Fosberg war Autor oder Co-Autor von über 700 Schriften. Im Jahr 1980 war er mit M. D. Dassanayake Co-Herausgeber des Werks A Revised Handbook to the Flora of Ceylon.

## Dedikationsnamen
Nach Fosberg ist die Gattung Fosbergia benannt.